# Stilpnonotus mexicanus
Stilpnonotus mexicanus là một loài bọ cánh cứng trong họ Mycteridae. Loài này được Thomson miêu tả khoa học năm 1860.